# Чорбівка
Чо́рбівка — село в Україні, у Білицькій селищній громаді Полтавського району Полтавської області. Населення становить 535 осіб. До 2020 орган місцевого самоврядування — Чорбівська сільська рада.

## Географія
Село Чорбівка знаходиться на лівому березі річки Кустолове, яка через 3 км впадає в річку Ворскла, вище за течією на відстані 2 км розташоване село Білоконівка, на протилежному березі — село Кустолові Кущі. До села прилягають лісові масиви.

## Історія
Поблизу села Чорбівка знайдені археологічні пам'ятники — ранньослов'янські поселення черняхівської культури II—VI ст. н. е.
Село виникло в XVIII столітті. З другої половини XVIII століття, після того як Катерина II подарувала ці землі генерал-майору М. Ф. Чорба, почала вживатися нова назва села. За іншими даними село було засноване в 1776 році генералом М. Ф. Чорбою.
На початку XIX століття село належало очільнику дворянства Кобеляцького повіту М. Ф. Чорба, який до 1812 року відкрив в селі завод скакових арабських коней. В 1800 році в селі була побудована Свято-Духівська церква, при якій існували бібліотека і церковна школа.
За переписом 1859 року в Чорбівці Кобеляцького повіту було 89 дворів і 451 мешканців. В цей же час садибою в селі володів державний і громадський діяч Ахеллес Забаринський. У садибі у нього, крім земельного наділу, зберігався кінний завод, були шкірна фабрика і млин. Крім того, в селі були цегельний завод, винокурня та білильня.
У 1861 році в селі була побудована Миколаївська церква, при якій відкрилися земська школа і школа грамоти.
У 1900 році в селі було 105 дворів і 860 мешканців, а в 1910 році — 118 дворів і 660 мешканців. У 1905 році в Чорбівці відбулися селянські заворушення.
Радянська влада: окупація розпочалась в січні 1918 року. У 1925 році організовано товариство по спільному обробітку землі «Нова громада», в 1929-31 роках — артілі «Спільне життя» і «13-річчя Червоної Армії». У 1926 році в Чорбівці Кременчуцького округу було 160 дворів і 740 жителів. У 1932-37 роках Чорбівка входила до складу Кобеляцького району Харківської області. Під час голодомору 1933 року в селі померло 125 осіб.
17 вересня 1941 року в село було зайнято німецькими військами. У період окупації гітлерівці вивезли на примусові роботи до Німеччини 107 чоловік. Звільнено село 25 вересня 1943 року. На фронтах Другої світової війни загинуло 78 селян.
Після війни в селі розташовувалася центральна садиба колгоспу ім. І. В. Мічуріна, який займався вирощуванням зерна, буряківництвом і тваринництвом. У селі були відкриті будинок побуту, відділення зв'язку і Ощадбанку, неповна середня школа, фельдшерсько-акушерський пункт, аптека, Будинок культури на 600 місць, бібліотека.
12 червня 2020 року, відповідно до розпорядження Кабінету Міністрів України № 721-р «Про визначення адміністративних центрів та затвердження територій територіальних громад Полтавської області», село увійшло до складу Білицької селищної громади.
19 липня 2020 року, в результаті адміністративно - територіальної реформи та ліквідації  Кобеляцького району, село увійшло до складу новоутвореного Полтавського району.

## Економіка
- Сільськогосподарське підприємство ім. Мічуріна.

## Об'єкти соціальної сфери
- Школа I—II ст.